# 施彭格米倫巴赫河

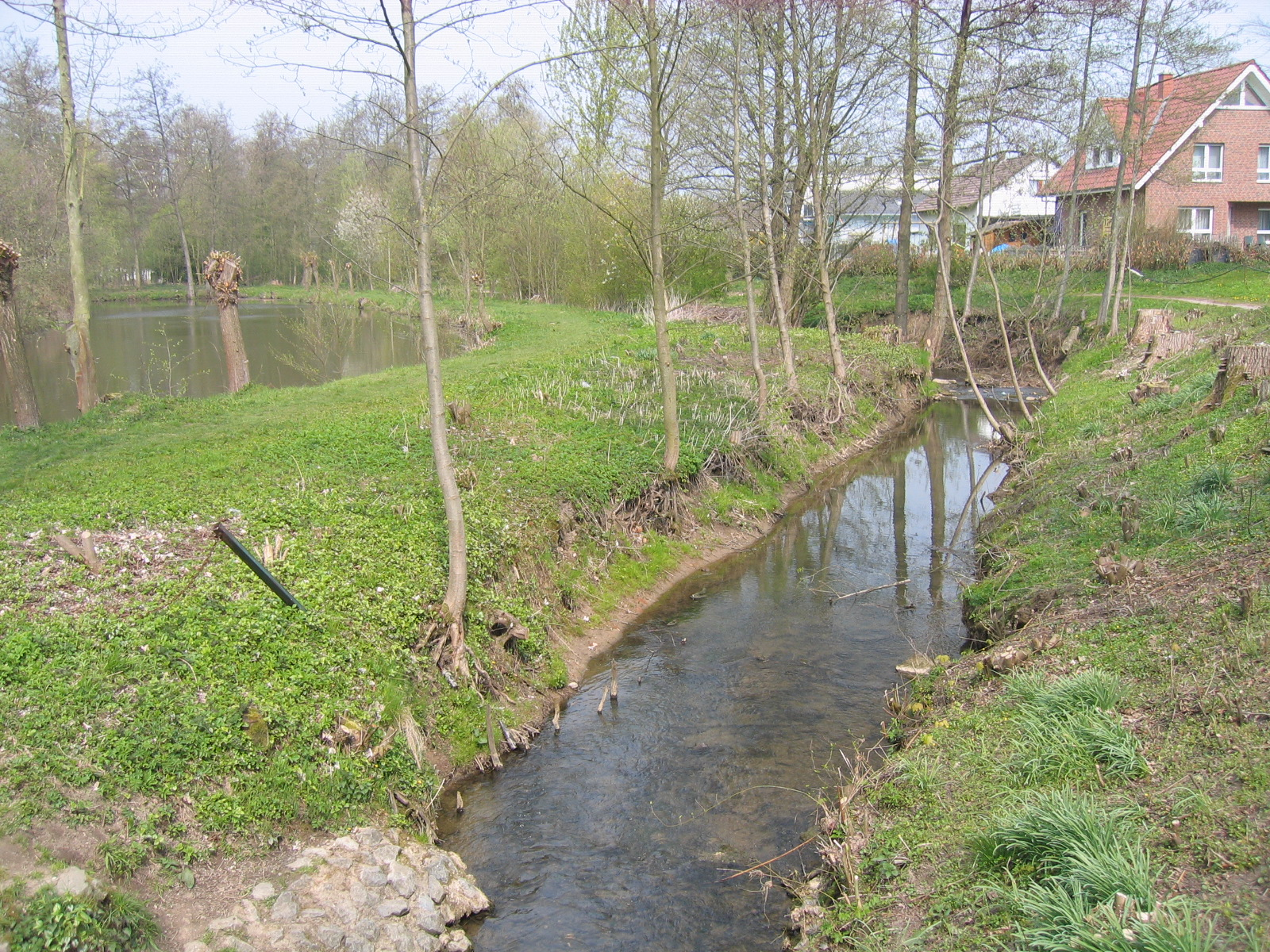

52°9′35″N 8°28′43″E / 52.15972°N 8.47861°E
施彭格米倫巴赫河（德語：Spenger Mühlenbach），是德國的河流，位於該國西部，處於北萊茵-威斯特法倫州，屬於瓦爾默瑙河的右支流，河道全長7公里，流域面積20.7平方公里。